# Chênaie
Pour l’article ayant un titre homophone, voir Cheynet.

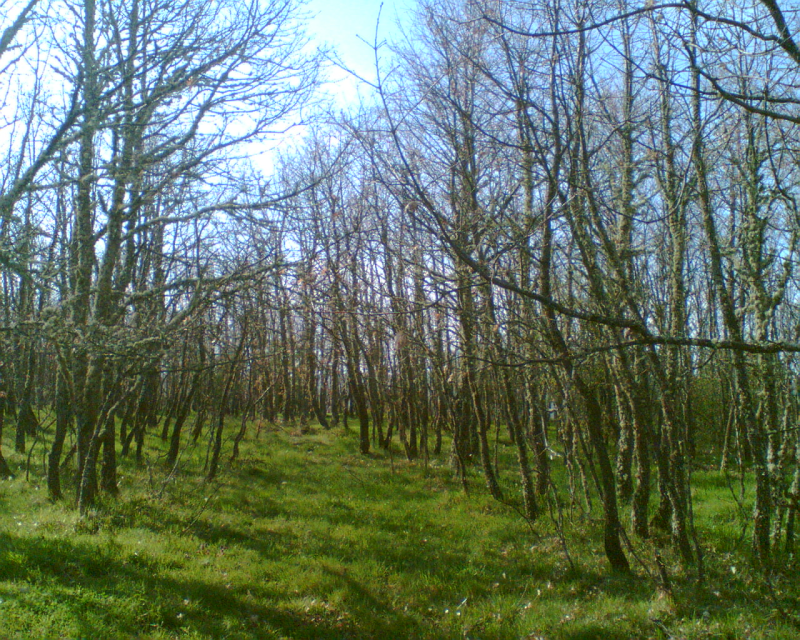
Jeune chênaie aux alentours de la ville de Navamuel, région de Valderredible, communauté autonome de Cantabria, Espagne.

Une chênaie est une forêt où prédomine le chêne.

## Étymologie
Le mot chêne est issu du gaulois °cassanos, par l'intermédiaire d'une forme gallo-romane °CASSANU. Ce mot, attesté par le bas latin cassinus et le latin médiéval casnus, est à l'origine de l'ancien français chasne, dont les formes chaisne, chesne ainsi que les variantes dialectales caisne, quesne, etc., représentent des altérations précoces, d'après le mot fresne « frêne », autre grand arbre sacré des forêts tempérées. L'étymologie du gaulois °cassanos est incertaine, car il ne possède aucun équivalent direct dans les langues celtiques, et les divers rapprochements proposés pour en rendre compte restent peu probants (celui avec l'adjectif gaulois °« bouclés », ferait référence à la sinuosité et l'entremêlement des branches des plus grands chênes, chêne signifiant alors « le touffu, l'enchevêtré ») ; son origine est peut-être préceltique.
L'adjonction du suffixe gallo-roman -ĒTU, servant à désigner un ensemble d'objets (le plus souvent de végétaux) de même espèce, est à l'origine de l'ancien français chesney, chesnay, nom masculin. La variante féminine -ĒTA explique le type féminin chesnaie > chênaie.

## Toponymie
Les toponymes le Chagney, les Chânats, les Chanays, Chénas, Le Chesnay, Chessenaz, Chênée, le Quesnoit, Le Quesnoy, etc. sont des variantes régionales du dérivé collectif en -ĒTU, et signifient « chênaie ». Cassagne, Cassaber sont des formes méridionales de même signification, mais de dérivation différente.

## Utilisations

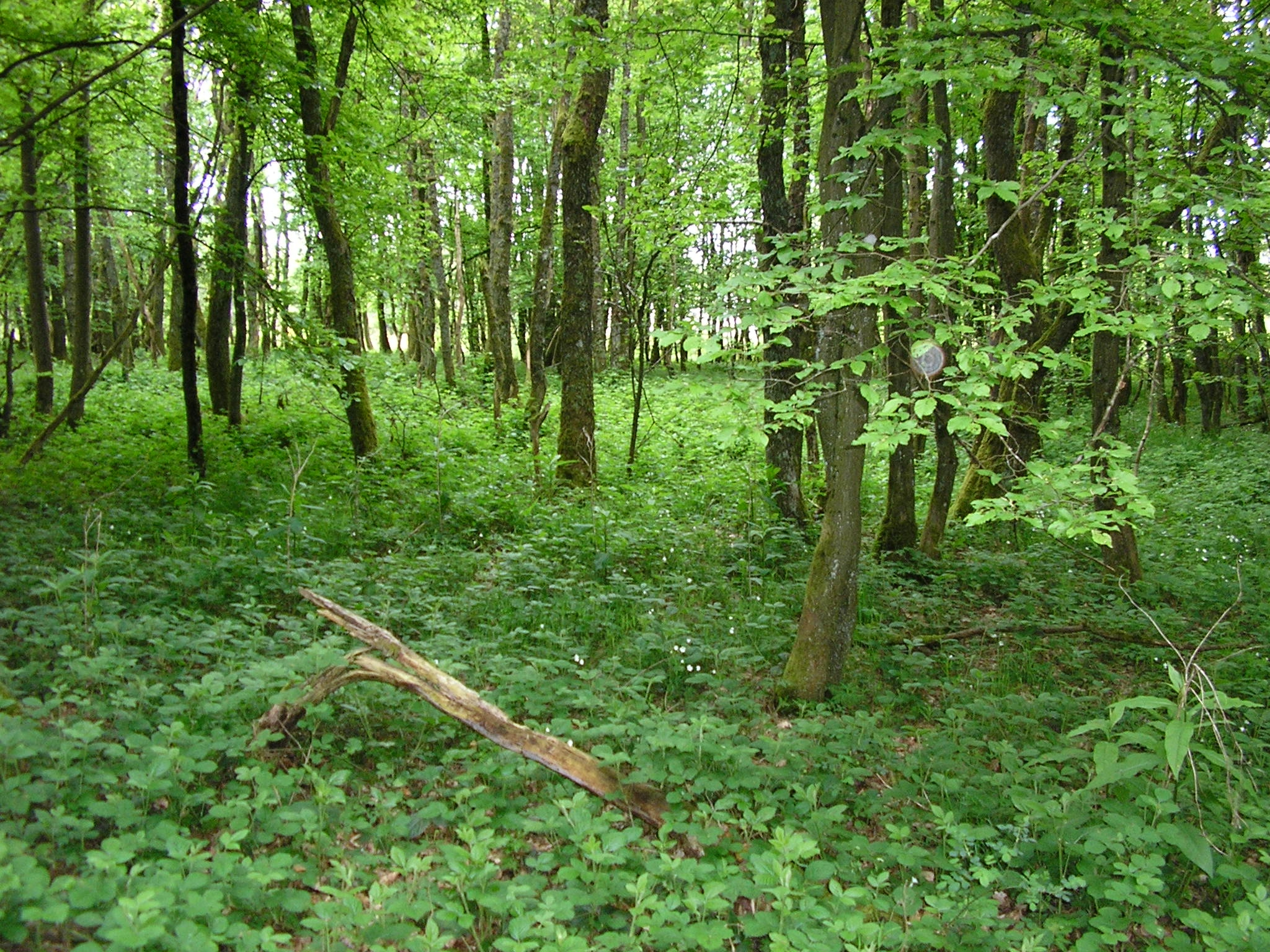
Taillis de chênes, Kiischpelt (Luxembourg).

Dans les chênaies conduites en taillis, les chênes sont recépés tous les 20 à 30 ans. Ensuite, les troncs sont écorcés et l'écorce est séchée. L'écorce des chênes séchée est le tan.
Il contient des produits tannants que l'on peut par exemple utiliser pour tanner le cuir et à des fins médicinales (bains, crèmes, etc. ou bien pour des produits digestifs). Auparavant, on utilisait non seulement l'écorce, mais aussi tout le reste du bois, même les branches les plus petites, qui était réduites en bois de chauffage. Ensuite, on semait des céréales (d'abord du seigle, puis du sarrasin) à une ou deux reprises, que l'on récoltaient par la suite. Il s'agissait donc d'une exploitation intensive de la forêt et, de cette manière, le bois et le sol se voyaient continuellement retirer de la biomasse et des substances nutritives.
Sur les parcelles fraîchement déboisées, les chênaies se développent en plusieurs étapes. Les rhizomes des chênes peuvent bourgeonner à nouveau. C'est ce phénomène qui est à l'origine de l'image typique des taillis de chênes, composés de différents troncs issus d'un seul rhizome. Étant donné que ces troncs étaient à nouveau abattus après 20 à 30 ans, les arbres ne pouvaient pas dépasser le stade du taillis. Après 200 ou 250 ans, les rhizomes étaient trop vieux pour bourgeonner. À ce moment-là, ils devaient être remplacés par de nouveaux chênes.

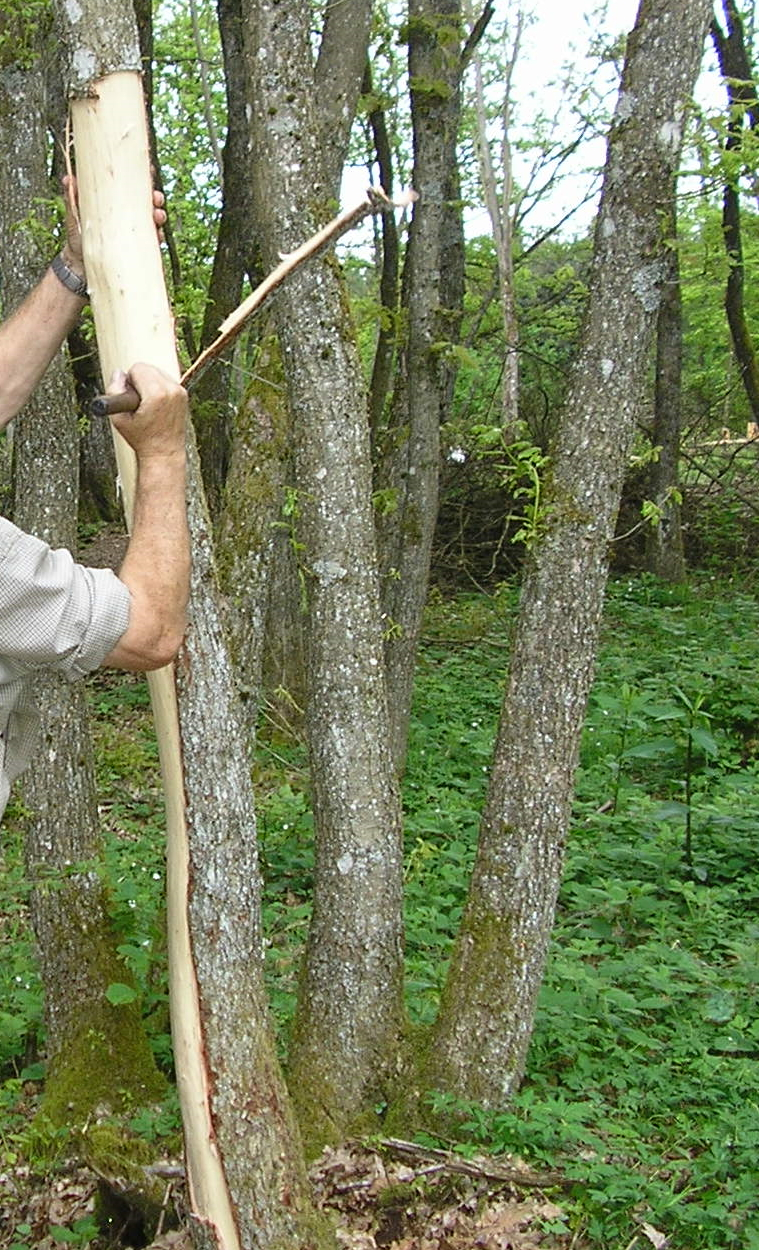
L'écorçage.

Même si (ou bien justement parce que) les taillis de chêne ne sont pas "véritablement naturels", ils constituent une communauté d'espèces très diversifiée. Chaque année, seul un vingtième de la surface totale était recépé. Étant donné que la plupart des taillis de chênes se trouvaient sur des propriétés privées, on assistait au développement d'une véritable mosaïque de petites surfaces qui se différenciaient les unes des autres par l'âge des arbres qu'elles portaient. En même temps, la faune et la flore qui les peuplaient variaient en fonction de l'âge des taillis. Les taillis de chênes exploités offraient dès lors un espace vital à une très grande variété d'espèces animales et végétales.
Dans le Kiischpelt (Luxembourg), on peut observer ce phénomène sur les nombreuses parcelles dont les taillis de chênes sont à nouveau exploités depuis une bonne dizaine d'années[Quand ?]. Certaines espèces animales, comme le chat sauvage et la gélinotte des bois, ont besoin de ce type d'espace vital diversifié.
Dans le canton de Genève (Suisse), depuis les années 1950, l'exploitation en taillis a régressé, permettant la croissance de plus de grands arbres et une diversification de la flore du sous-bois. Par une éclaircie sélective, les forêts publiques évoluent vers la futaie. L'utilisation est devenue plus récréative. Depuis les années 1990,  l'intérêt pour les énergies renouvelables a motivé une reprise de l'exploitation forestière pour le bois de chauffage, en ménageant toutefois assez de vieux arbres pour leur majesté et comme porte-graines. 

## La chênaie dans la littérature
- Le chapitre 6 du roman de Gaston Leroux Le Mystère de la chambre jaune est nommé : Au fond de la chênaie.

## Types spécifiques
En fonction de l'espèce de chêne, on peut distinguer :
- l’yeuseraie ou yeusaie, plantée de chênes verts (Quercus ilex),
- la suberaie, plantée de chênes-lièges (Quercus suber),
- la rouvraie, plantée de chênes rouvres (Quercus petraea).

En fonction des espèces de chênes et des espèces associées, on peut distinguer :
- les chênaies à charmes (Carpinus betulus), dont l'espèce principale peut être le chêne pédonculé (Quercus robur), le chêne sessile (Quercus petraea), le chêne pubescent  (Quercus pubescens) ou des hybrides de ces trois espèces.
- la chênaie-frênaie associée au frêne (Fraxinus excelsior)[7]
- la chênaie à chêne pubescent  (Quercus pubescens[8])

La carte de la végétation naturelle du Conseil de l'Europe distingue 25 types de chênaies, en fonction du climat, du sol et de l'hydrologie, qui déterminent les espèces d'arbres et du sous-bois.